# Ашер (Ивлен)
Ашер (фр. Achères) насеље је и општина у северном делу централне Француске у региону Париски регион, у департману Ивлен која припада префектури Сен Жермен ан Ле.
По подацима из 2011. године у општини је живело 19.606 становника, а густина насељености је износила 2076,91 становника/km². Општина се простире на површини од 9,44 km². Налази се на средњој надморској висини од 24 метара (максималној 32 m, а минималној 18 m).

## Демографија
| 1962. | 1968.  | 1975.  | 1982.  | 1990.  | 1999.  | 2011.  |
| ----- | ------ | ------ | ------ | ------ | ------ | ------ |
| 5.390 | 10.444 | 15 172 | 15 351 | 15.039 | 18.942 | 19.606 |

График промене броја становника у току последњих година